# J-five
J-five es el nombre artístico de Jonathan Kovacs, cantante y autor nacido el 26 de marzo de 1982 en Hollywood, Estados Unidos.

## Biografía
J-Five es el segundo mayor de cuatro niños, todos nacidos en Los Ángeles. Durante su infancia, su padre francés y su madre austriaca le hacen descubrir en particular los Beatles, Led Zeppelin y los Rolling Stones que apprecian mucho.
Después, descubrió grupos como A Tribe Called Quest, 
Nas y Wu Tang Clan que influirán su música.
Él fue a la North Hollywood High School, Los Ángeles donde muy a menudo está ausente mientras los estudiantes del campus y sus maestros están regularmente presententes en los conciertos que el da con su banda denominada "Dusty White".
Su música es una Mezcla de Rock, Grunge y Rap.

## Discografía
- Sweet little nothing, J-five 2004
- Summer, Johnny Five 2004

Su primer álbum "Summer" por Johnny five saca una personalidad impregnada de su pasión por el Rap ( en particular la vanguardia por las experiencias dirigidas por Dj Shadow, Blakcalicious o Lyrics Born), su herencia Musical ( un tío fanático de los Beatles, su padre fanático del Blues y de los RollingStones) y su tendencia "de diluvio sónico del grunge".
Escogió su pseudónimo J-Five cuando el comenzó a participar en las batallas de rap, es una forma corta de decir Johnny 5, el nombre del pequeño robot en su película favorita "Short Circuit".
Modern Times
J-Five commencó su solo carrera en 2004 con el primer sencillo «Modern Times». En esta canción, rinde homenaje a Charlie Chaplin.
En noviembre de 2004, J-Five editó su álbum "Sweet Little Nothing", una mezcla de sonoridades rock, rap, funk, jazz y folk.